# Подгорная (Очёрский район)
Подго́рная — деревня в составе Очёрского городского округа в Пермском крае.

## Географическое положение
Деревня расположена в центральной части округа примерно в 13 километрах на запад по прямой от города Очёр.

## Климат
Климат характеризуется как умеренно континентальный, с морозной снежной зимой и коротким тёплым летом. Средняя многолетняя температура самого холодного месяца (января) составляет −15,5°С, температура самого тёплого (июля) 17,5°С. Продолжительность безморозного периода — 115 дней. Среднегодовое количество осадков — 441 мм.

## История
Деревня до 2020 года входила в состав Спешковского сельского поселения Очёрского района. После упразднения обоих муниципальных образований входит в состав Очёрского городского округа.

## Население
Постоянное население составляло 12 человек в 2002 году (92 % русские), 4 человека в 2010 году. 